# 哥本哈根民主高峰會
哥本哈根民主高峰会 （英語：Copenhagen Democracy Summit）是一个国际会议，由民主聯盟基金會（別稱「民主联盟」）主辦，每年夏天在丹麦哥本哈根举行。該會議汇集了来自世界各民主国家的政治和商业领袖，也包括现任和前任政府首脑。
民主聯盟為前丹麥總理、前北大西洋公約組織（NATO）秘書長安诺斯·福格·拉斯穆森於2017年成立的非政府組織。「哥本哈根民主高峰會」旨在串連全球民主社群成員、推動民主化運動，歷年與會者包括各國政要、學者專家及民運人士，是強化民主論述的重要國際論壇。
鉴于世界各地自由民主国家的衰落，该峰会的目的是成为分析民主世界面临的安全和经济挑战的顶级国际论坛，以及分析技术和民主规范之间相互作用的论坛。
首届哥本哈根民主峰会于2018年7月22日在哥本哈根举行。出席者包括加拿大前总理斯蒂芬·哈珀、美国前副总统乔·拜登、英国前首相托尼·布莱尔、爱沙尼亚前总统托马斯·伊尔维斯和丹麦时任首相拉尔斯·勒克·拉斯穆森。 共有来自40多个国家的350名与会者出席。
2021年5月，哥本哈根民主高峰会邀请了中华民国总统蔡英文（第二次受邀），以及前香港众志主席罗冠聪等人出席。
2021年5月11日，中华人民共和国外交部发言人华春莹批評哥本哈根民主高峰会是一场充满意识形态偏见，不折不扣的政治闹剧，並聲稱在中国实行的社会主义民主政治（指由中國共產黨領導的人民民主專政），是一种全过程、最广泛的民主。民主進步黨發新聞稿表示，中共當局所謂的「中國式民主」是打著民主旗號、行專政之實的「掛羊頭賣狗肉」，強調的是中共政權高於一切，與民主國家的普世價值蘊含自由、法治、人權等精神背道而馳，「說到底，全世界都知道民主是什麼，但就只有中共硬要把專制說成民主」。
2022年6月，歌手陳芳語獲邀出席，獻唱《玻璃心》與為自由發聲的新歌《Who Says》，成為首名登上此峰會的歌手。。

## 外部連結
- 哥本哈根民主高峰會官方網站 （页面存档备份，存于）